# VanVelzen
Рул ван Велзен (нидерл. Roel van Velzen; род. 20 марта 1978 года, Делфт) больше известный как VanVelzen, нидерландский певец.

## Личная жизнь
Рул родился в городе Делфт. 1 января 2001 года женился на своей девушке Марло. У пары два сына: Лаут Пипин (р. 19.02.2012) и Боаз Йост (р. 09.04.2013)

## Работа
Он дебютировал в 2006 году с выходом сингла «Baby Get Higher», который стал хитом трансляции в Нидерландах. Его следующий сингл «Burn», вышедший 2007 году, достиг 7 строчки в нидерландском Топ 40. В марте 2007 года Рул выпустил свой дебютный альбом «Unwind», который дебютировал на первой строчке в нидерландских чартах альбомов и продал более 50000 экземпляров.
В сотрудничестве с Armin Van Buuren осенью 2009 года был выпущен альбом «Broken Tonight», который достиг в Hot Dance Chart танцевальной музыки в США максимального уровня — 18 строчки.

## Судейство
Совсем недавно Рул стал главным судьей на шоу «Голос Голландии», нидерландское шоу талантов, которое сосредотачивается исключительно на вокальных данных участников, не обращая внимания на их внешность. Рул ван Велзен тренировал участника Бена Сондерса, который выиграл первый сезон шоу.